# Bodybuilding in Suriname
Bodybuilding werd in Suriname gedemonstreerd vanaf het begin van de 20e eeuw. Een vroege demonstratie was in 1911 door twaalf dames. Begin jaren 1950 kwamen de eerste verenigingen en werd de Surinaamse Bodybuilding en Weightlifting Bond (SBWB) opgericht. Deze bond is aangesloten bij de International Federation of BodyBuilding & Fitness (IFBF).

## Geschiedenis

### Eerste demonstraties
Voor de Eerste Wereldoorlog werden in Suriname al gespierde lichamen en kracht gedemonstreerd. Een voorbeeld hiervan was een demonstratie met halters op 25 februari 1911 door twaalf dames tijdens het eenjarige jubileum van de sportvereniging Hou Braeft Stand. In 1933 gaf Jan Rambouts een demonstratie van kracht- en halteroefeningen tijdens een turndemonstratie van sportvereniging Elvedo. Tijdens deze demonstratie tilde hij ook een piano op. Na de Tweede Wereldoorlog won de ontwikkeling van de spieren steeds meer terrein in Suriname. In 1951 demonstreerde de vereniging Thesos (Tot Heil en Sterking Onzer Spieren) twee achtereenvolgende dagen halteroefeningen en in 1952 gaven drie gewichtheffers een demonstratie op het Gouvernementsplein (nu Onafhankelijkheidsplein).

### Professionalisering
Een belangrijke dag in de ontwikkeling van de sport was 10 maart 1953. Die dag werd in Thalia een wedstrijd werd georganiseerd door Wim Bosverschuur, S. Continho en M. Woei A Tsoi. Bosverschuur richtte zich daarbij tot de aanwezigen en pleitte voor de ontwikkeling van de sport en de beoefening in verenigingsverband. De oefeningen met halters werden aanbevolen om spierkracht te vergroten en de leden weerbaarder te maken. Het resultaat van die avond was dat 22 personen zich inschreven voor bodybuilding en 13 voor gewichtheffen. In 1955 waren er meerdere verenigingen in Suriname en op 13 augustus werd de eerste internationale wedstrijd in bodybuilding en gewichtheffen gespeeld tegen gastsporters uit Guyana.
Op 17 augustus 1955 werd een werkcomité in het leven geroepen met het doel om een bond op te richten die de verenigingen verbond. Dit initiatief resulteerde vier dagen later in de oprichting van de Surinaamse Bodybuilding en Weightlifting Bond (SBWB). De bond stelde zich tot doel om gunstige omstandigheden voor de beoefenaars te scheppen en de sport te bevorderen. In 1965 werd een toernooi gehouden tegen gastsporters uit de Nederlandse Antillen. Tot 1980 waren er echter weinig ontwikkelingen in de sport. Wel werden Surinaamse kampioenschappen georganiseerd zoals de titel van Mr. Suriname, in 1966 gewonnen door Rudi Liesdek.

### Doorontwikkeling in de jaren tachtig
In 1980 waren er meerdere ontwikkelingen. Op 30 juni van dat jaar werd de eerste wedstrijd voor dames georganiseerd. De maand erop startte voor de heren een centrale training als voorbereiding op een sportreis naar Curaçao. Tijdens de wedstrijden daar bereikte Suriname de derde plaats in het landenklassement. Tijdens de terugkerende Mr. Surinam Contest was er dat jaar bezoek van Mr. World, Darcy Beckles uit Barbados. Op 21 november 1981 werd voor het eerst een dameskampioenschap gehouden. Dat werd gewonnen door Jolanda van Lierop.
Een Surinaams bodybuilder en gewichtheffer die van 1975 tot 1990 vooral naam maakte in het worstelen, was Nini Harpal. Ronny Lugard was een succesvol bodybuilder in de jaren 1980. Tijdens de Wereldkampioenschappen van 1988 behaalde hij de 16e plaats en tijdens de Zuid-Amerikaanse kampioenschappen de 3e plaats.

### 21e eeuw
Een prominente bodybuilder aan het begin van de jaren 2010 was Linio Gooding. Hij werd twee achtereenvolgende jaren Mr. Suriname. Hij deed in 2012 niet mee aan het landelijk kampioenschap vanwege internationale wedstrijden die op dat moment in Nederland plaatsvonden. Koese Soepe nam dat jaar de titel van hem over. Voor Soepe was dit de eerste in een serie van zes titels op rij. In 2015 werd Soepe daarnaast 5e tijdens de Arnold Classics in Brazilië. Na Soepe werd de titel van Mr. Suriname gewonnen door Mark Tjon (2017), Jermaine Karg (2018) en Fabian Wehl (2019). In 2019 domineerden Surinaamse bodybuilders tijdens wedstrijden in Guyana en Frans-Guyana.
Drie sterke vrouwen uit deze periode zijn Joelle Rodriguez-Issa in de categorie bikini fitness, Sahiesta Sadhoe in gewichtheffen en Samantha Karim in persoonlijke training. Tijdens de Stage of Champions in Guyana van 2023 keerden Charelle Meyer, Anthony Nekrui, Faizel Pinas en Raphael Kromojarijo met bij elkaar vijf prijzen terug naar Suriname.

## Internationale arbiters
In november 1983 benoemde de IFBB Theo Nekrui als eerste Surinamer ooit tot internationaal arbiter. Hij overzag wedstrijden op alle niveaus. Na hem werd Suriname dertig jaar lang niet vertegenwoordigd op scheidsrechterniveau, tot Manav Kanhai en Roy Hoogvliets, beide bestuurders bij de SBWB, in 2015 de erkenning kregen tot internationaal arbiter.